# Harmaclona cossidella
Harmaclona cossidella är en fjärilsart som beskrevs av August Busck 1914. Harmaclona cossidella ingår i släktet Harmaclona och familjen äkta malar.
Artens utbredningsområde är Panama. Inga underarter finns listade i Catalogue of Life.